# Liste der Kellergassen in Zelking-Matzleinsdorf
Die Liste der Kellergassen in Zelking-Matzleinsdorf führt die Kellergassen in der niederösterreichischen Gemeinde Zelking-Matzleinsdorf an.
| Foto |                 | Kellergasse          | Standort                        | Beschreibung |
| ---- | --------------- | -------------------- | ------------------------------- | --- |
| BW   | Datei hochladen | Sandsteinkellergasse | KG: Zelking Standort            | Die beidseitige Einzelkellergasse liegt westlich etwas außerhalb der Ortschaft in einem Hohlweg. Sie besteht aus 26 Kellern, ausnahmslos in Schildmauerform, auf einer Länge von etwa 200 Metern. |
| ja   | Datei hochladen |                      | KG: Bergern-Maierhöfen Standort | In der Flur Kobatsleiten (oder Koboldsleiten, heute südlich der Westautobahn) befanden sich in einem Bereich, in dem Wein angebaut wurde, einige Sandkeller, vermutlich aus dem 19. Jahrhundert. Die Keller fielen Anfang der 1980er Jahre großflächigem Sandabbau zum Opfer; die Kellergasse ist nicht mehr erhalten. Anmerkung: Die Koordinaten sind nur ungefähre Angaben, gestützt auf Literatur („Flur Kobatsleiten ... im östlichen Teil“). Vor Ort ist seit Jahrzehnten nichts mehr von Kellern zu sehen. |

| Foto:                    | Fotografie der Kellergasse (Gesamtheit). Klicken des Fotos erzeugt eine vergrößerte Ansicht. Daneben finden sich zwei Symbole: \| Weitere Bilder vorhanden \| Das Symbol bedeutet, dass weitere Fotos des Objekts verfügbar sind. Durch Klicken des Symbols werden sie angezeigt. \| \| Eigenes Foto hochladen \| Durch Klicken des Symbols können weitere Fotos des Objekts in das Medienarchiv Wikimedia Commons hochgeladen werden. \| |
| Name:                    | Bezeichnung der Kellergasse |
| Standort:                | Es ist die Katastralgemeinde (KG) angegeben. Durch Aufruf des Links Standort wird die Lage der Kellergasse in verschiedenen Kartenprojekten angezeigt. |
| Beschreibung             | Kurze Beschreibung der Kellergasse |
| Weitere Bilder vorhanden | Das Symbol bedeutet, dass weitere Fotos des Objekts verfügbar sind. Durch Klicken des Symbols werden sie angezeigt. |
| Eigenes Foto hochladen   | Durch Klicken des Symbols können weitere Fotos des Objekts in das Medienarchiv Wikimedia Commons hochgeladen werden. |